# BROK the InvestiGator
BROK the InvestiGator ist ein Point-and-Click-Adventure, das von dem unabhängigen französischen Spielestudio Cowcat Games entwickelt und veröffentlicht wurde. Er verbindet das Point-and-Click-Adventure-Genre mit Elementen des Beat ’em up und Rollenspiel-Elementen. Der Titel wurde teilweise mittels einer Crowdfunding-Kampagne auf der Plattform Kickstarter finanziert und mit der integrierten Entwicklungsumgebung GameMaker: Studio realisiert. 

## Handlung
Das Spiel spielt in einer Welt, die in einer futuristischen Cyberpunk-Ära angesiedelt ist, in der anthropomorphe Tiere die Menschen ersetzt haben. Privilegierte Bürger leben unter einer Kuppel, die vor der Umweltverschmutzung geschützt ist, während alle anderen leiden, um über die Runden zu kommen.
Im Mittelpunkt des Spiels steht die titelgebende Figur, Brok, ein 35-jähriger Privatdetektiv-Alligator, der auch ein ehemaliger Profiboxer ist. Er lebt in einer Kellerwohnung mit einer Katze namens Graff, dem 16-jährigen Adoptivsohn von Broks verstorbener Frau Lia, die vor fünf Jahren ums Leben gekommen ist. Auch wenn Brok ihren Unfall nicht genau aufklären konnte, könnten die jüngsten Ereignisse mehr Informationen über ein viel tragischeres Ergebnis offenbaren, und es könnte sogar mit ihrer Existenz zusammenhängen. Brok und Graff müssen den Gefahren trotzen, die die verdorbene Welt geschaffen hat, und sie müssen bereit sein, ihr Schicksal zu akzeptieren.

## Spielprinzip und Technik
BROK the InvestiGator spielt sich wie ein traditionelles klassisches Point-and-Click-Adventure, kombiniert aber auch Elemente aus Action-Side-Scrolling-Beat-'em-ups und Rollenspielen im Stil eines Saturday morning cartoon aus den 1980er-/frühen 1990er-Jahren. Die Spieler steuern sowohl die titelgebende Figur Brok als auch Graff, wobei sie während des Spiels jederzeit gewechselt werden können.
Zu Beginn des Spiels lernen die Spieler in Tutorials, wie man Gegenstände benutzt und wie man zwischen den beiden Spielmodi Abenteuer- und Action-Modus wechselt. Die Spieler müssen an Orten herumlaufen, mit anderen nicht spielbaren Charakteren sprechen, Hinweise finden und kombinieren, Szenarien in der Umgebung untersuchen und Rätsel lösen, indem sie entweder ihre Denkfähigkeiten einsetzen oder ihren Aktionsgeist nutzen. Während der Erkundung können sich die Spieler im Abenteuer-Modus entweder bewegen und Dinge in ihrer Umgebung untersuchen oder nach ihnen suchen. Außerdem müssen sie mit den gefundenen Hinweisen und Indizien Verdächtige verhören, Fragen stellen und Schuldige finden (inspiriert von Ace Attorney und Sam & Max). Im Action-Modus können die Spieler springen und Feinde oder Objekte angreifen wie in Beat-em'-up-Spielen (wie Final Fight oder Streets of Rage 2). Sie müssen sich auch im Action-Modus befinden, um Fallen zu umgehen und Gefahren auszuweichen, indem sie entweder springen oder schnell laufen. Wenn Feinde und Bosse auftauchen, werden die Spieler in den Action-Modus versetzt und müssen dann gegen sie kämpfen (die Kampfszenen können übersprungen werden, wenn das Spiel im leichten Modus gespielt wird). Sobald die Gegner besiegt sind, erhalten die Spieler Erfahrungspunkte. Wenn sie genug gesammelt haben, steigt ihre Stärke wie in Rollenspielen und sie können einen von drei Statuswerten wählen, um ihn zu verbessern, entweder ihre Lebenspunkte, ihre Angriffskraft oder ihren Spezialangriff, der nach der Anwendung weniger Zeit zum Abkühlen benötigt. Die Spieler haben auch Zugang zu einem Inventar, in dem sie Waffen und Gegenstände für den Kampf, zum Lösen von Rätseln oder zur Unterstützung einsetzen können.

## Entwicklung
Die Entwicklung des Spiels begann 2016 und dauerte etwa sechs Jahre, bis es 2022 fertiggestellt wurde. Frühere Arbeitstitel für das Spiel waren Tough BROK und BROK the Brawler Detective. Der endgültige Titel wurde auf BROK the InvestiGator festgelegt, als Anspielung auf die Wörter „Alligator“ und „Investigator“, angesichts der titelgebenden Figur. Ein paar Jahre später, als die Entwicklung schon weiter fortgeschritten war, wurde am 5. Januar 2021 eine Crowdfunding-Kampagne auf der Plattform Kickstarter gestartet, um die Finanzierung für die Fertigstellung des Spiels zu sichern. Die Kampagne war erfolgreich; das Finanzierungsziel von mindestens 12.000 € wurde in nur 17 Stunden erreicht. Zusätzliche „Stretch Goals“ wie bessere und flüssigere Animationen sowie zusätzliche und optionale Bosskämpfe, ein offizielles Titellied für das Spiel, einen offiziellen Comic zum Spiel, mehrere kontextbezogene Game-Over-Screens, ein Entwicklerkommentar und Couch-Koop-Multiplayer wurden ebenfalls erreicht. Am Ende der Kampagne am 5. Februar 2021 lag das Endergebnis bei 41.588 €, aufgebracht von 1060 Unterstützern, und erreichte damit mehr als das Dreifache des ursprünglichen Hauptziels.
Das Spiel wurde als erster Hybrid zwischen einem Point-and-Click-Adventure und einem Side-Scrolling-Beat-'em-Up mit Rollenspielelementen beworben (genauer gesagt als „Punch n' Click“-Spiel). Der Grafikstil des Spiels wurde von westlichen Zeichentrickfilmen aus den 1980er- und frühen 1990er-Jahren inspiriert, vor allem von The Disney Afternoon, dessen Cartoons in den 1990er-Jahren sehr beliebt waren. Außerdem wurde das Skript für den ersten Teil des Spiels vom Disney-Pionier Jymn Magon verfasst, einem amerikanischen Fernseh- und Filmautor, der als Co-Schöpfer/Autor für DuckTales – Neues aus Entenhausen, Disneys Gummibärenbande, Käpt’n Balu und seine tollkühne Crew und Goofy – Der Film fungierte.
Obwohl die Entwicklung des Spiels hauptsächlich in Frankreich erfolgte, wurde es komplett auf Englisch geschrieben, geskriptet und mit mehr als 23.000 Dialogzeilen vertont. Anschließend hat Breton selbst den gesamten Spieltext und die Dialoge ins Französische übersetzt. Das Spiel war am Erscheinungstag in insgesamt zehn Sprachen verfügbar. Neben Englisch und Französisch wurde es auch offiziell lokalisiert und ins Japanische, Spanische, Deutsche, Italienische, brasilianische Portugiesische, Russische, Polnische und vereinfachte Chinesische übersetzt. Die deutsche Übersetzung stammt von Marcel Weyers. Die Sprachausgabe erfolgte trotzdem nur auf Englisch;, die Dialoge werden durch übersetzte Untertitel angezeigt. Aus Budget- und Zeitgründen gibt es keine Pläne, das Spiel in anderen Sprachen zu synchronisieren.
Die Prolog-Demo beinhaltete das erste Kapitel des Spiels, während die endgültige Version des vollständigen Spiels sechs Kapitel lang ist. Das Spiel enthält außerdem mehrere Enden, denn je nachdem, welche Entscheidungen die Spieler während ihres Abenteuers treffen, können unterschiedliche Beziehungen zu Charakteren oder Ereignisse eintreten. Es gibt auch freischaltbare Extras im Spiel, wie zum Beispiel Konzeptzeichnungen und von Fans aus aller Welt gezeichnete Kunstwerke, die es in die Auswahl geschafft haben. Außerdem gab es einen Wettbewerb für das Spiel, bei dem die Gewinner Preise erhielten.
Im Oktober 2021 musste das Spiel auf 2022 verschoben werden. Am 9. August 2022 wurde ein neuer Trailer für den weltweit geplanten Veröffentlichungstermin des Spiels am 26. August 2022 für Microsoft Windows angekündigt. Versionen für Nintendo Switch, PlayStation 4, PlayStation 5, Xbox One und Xbox Series X/S sollten ursprünglich im vierten Quartal 2022 folgen. Eine Veröffentlichung für Mac OS erfolgte im Oktober 2022. Die Konsolenversionen erschienen schließlich am 1. März 2023. Eine Mobilversion wurde am 21. Februar 2024 veröffentlicht; das erste Kapitel war kostenlos, der Rest war kostenpflichtig.
Am 25. November 2022 wurden in der Version 1.2.1 des Spiels neue Funktionen hinzugefügt, darunter neue Gegneraktionen, die Möglichkeit, längere Kombo-Attacken auszuführen, und ein neuer Schwierigkeitsgrad (Mania-Modus, der freigeschaltet werden kann, nachdem das Spiel im Hardcore-Modus durchgespielt wurde).

## Rezeption
BROK the InvestiGator erhielt in der PC-Version laut Rezensionsdatenbank Metacritic „im Allgemeinen positive Kritiken“ und eine durchschnittlich Bewertung von 79 von 100 möglichen Punkten, basierend auf 6 Rezensionen.
Adventure Gamers bewertete das Spiel mit 4,5 von 5 Sternen und lobte die Cartoon-Grafik, die Charaktere, die Sprachausgabe und den Aufbau der Welt, bemängelte aber die einfache Kampfmechanik und die steifen Animationen.
Destructoid bewertete das Spiel mit 7 von 10 Sternen und sagte: „Solide und hat definitiv ein Publikum. Es könnte einige schwer zu ignorierende Fehler geben, aber das Erlebnis macht Spaß.“